# イザベラ・ブラント

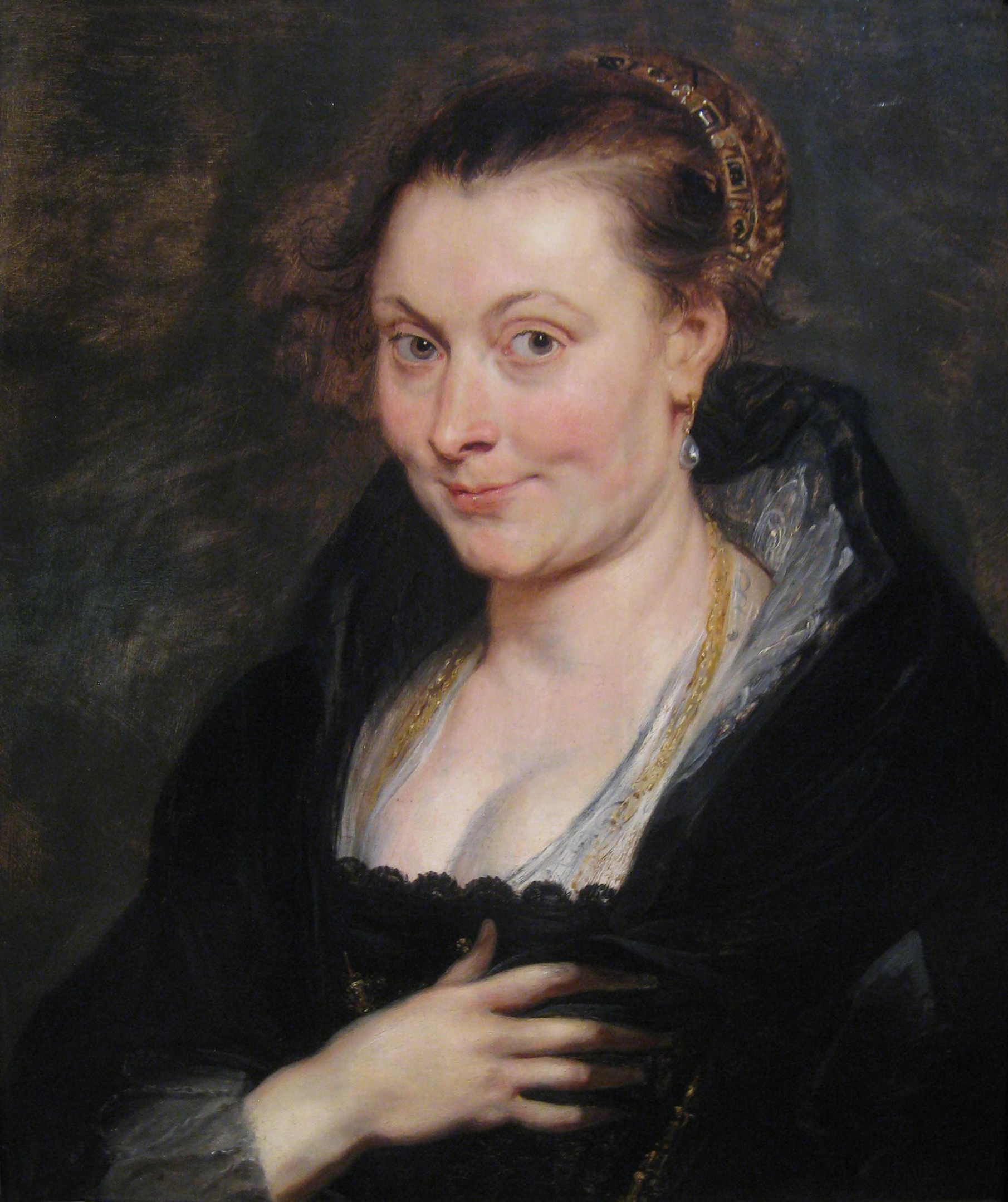
ルーベンスによるイザベラ・ブラントの肖像画。クリーブランド美術館所蔵。

アンソニー・ヴァン・ダイクによる肖像画。ワシントン・ナショナル・ギャラリー所蔵。

イザベラ・ブラント（Isabella Brant, 1591年-1626年7月15日）は、バロック期のフランドルの巨匠ピーテル・パウル・ルーベンスの最初の妻である。ルーベンスはイザベラのいくつかの肖像画を描ている。

## 家族
イザベラはアントウェルペンの重要な市の職員であるヤン・ブラント（Jan Brant）とヘンドリック・ド・モイ（Hendrik de Moy）の娘クララ・ド・モイ（Clara de Moy）の長女として生まれた。叔母のマリー（Marie de Moy）は、イザベラの将来の夫の兄弟であるフィリップ・ルーベンスと結婚している。イザベラは1609年10月3日にアントウェルペンの聖ミカエル修道院で叔父の兄弟ピーテル・パウルと結婚した。彼らには3人の子供クララ（Clara）、ニコラース（Nicolaas）、アルベルト（Albert）が生まれた。ペストが原因で死去したとき、彼女は34歳だった。
系図
ヤン・ブラント：クララ・ド・モイと結婚。
- - イザベラ・ブラント：ピーテル・パウル・ルーベンスと結婚。
    1. クララ・セレーナ・ルーベンス（Clara Rubens）：12歳で死去。
    2. ラメイン卿ニコラース・ルーベンス（Nicolaas Rubens, Lord of Rameyen）。
    3. アルベルト・ルーベンス（英語版）（Albert Rubens）。

  - ヘンドリック・ブラント（Hendrik Brant, 1594年生まれ）： 若くして死去。
  - ヤン・ブラント（Jan Brant, 1596生まれ）：子供なく死去。
  - クララ・ブラント（Clara Brant, 1599年生まれ）：エレーヌ・フールマンの兄ダニエル・フールマン2世（Daniel II Fourment, Lord of Wijtvliet）と結婚。

## 作品
ルーベンスの助手であった画家アンソニー・ヴァン・ダイクによる彼女の肖像画に加えて、ルーベンスによるブラントのいくつかの絵画と彼女の1つの重要な素描が彼女の姿を現代に伝えている。
1977年、イザベラを描いた絵画がアンギラの切手に登場している。

## ギャラリー

### 肖像画

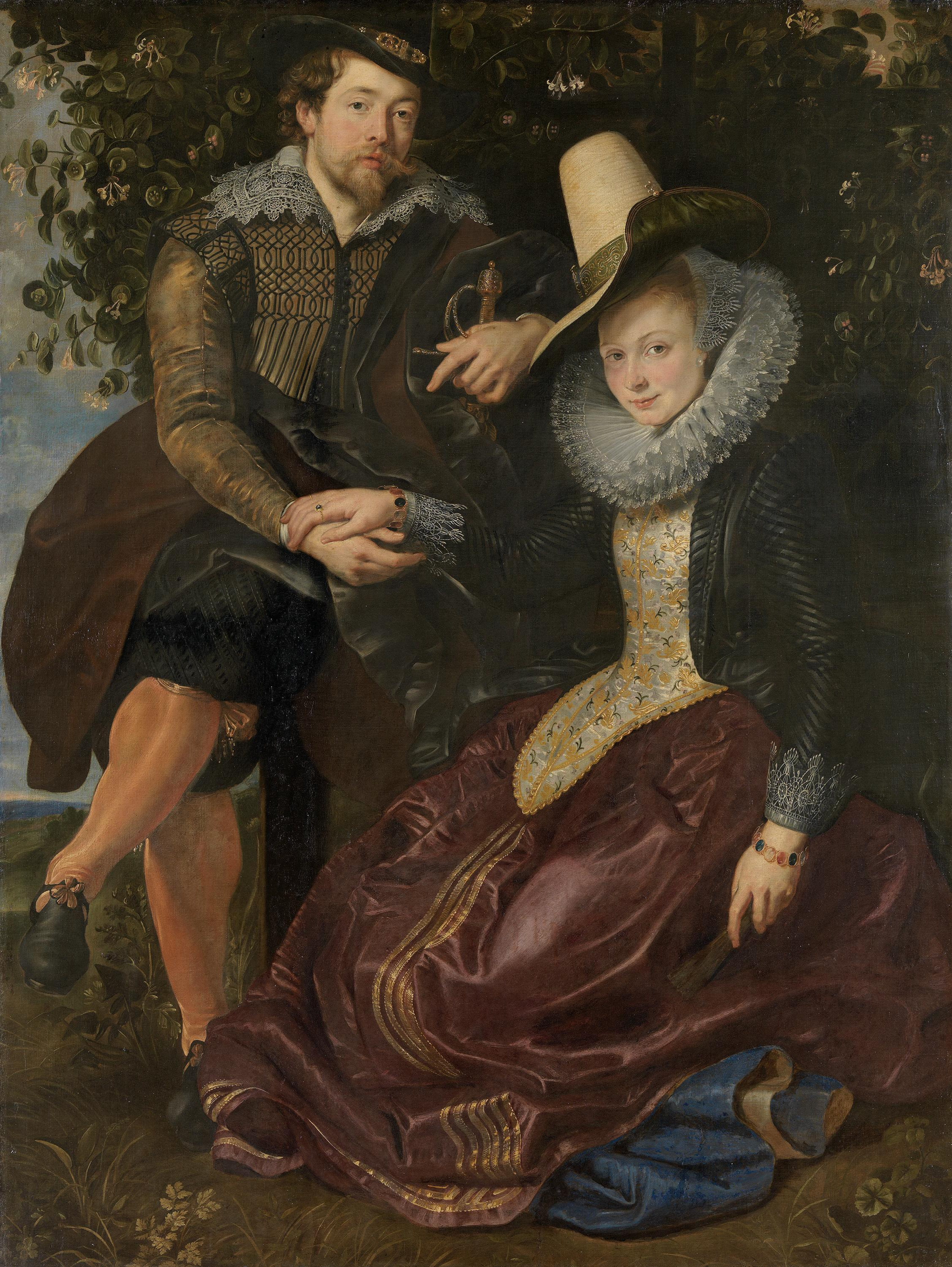
ルーベンス『ルーベンスとイザベラ・ブラント』1609年頃（画家とイザベラブラントが結婚した年） アルテ・ピナコテーク所蔵
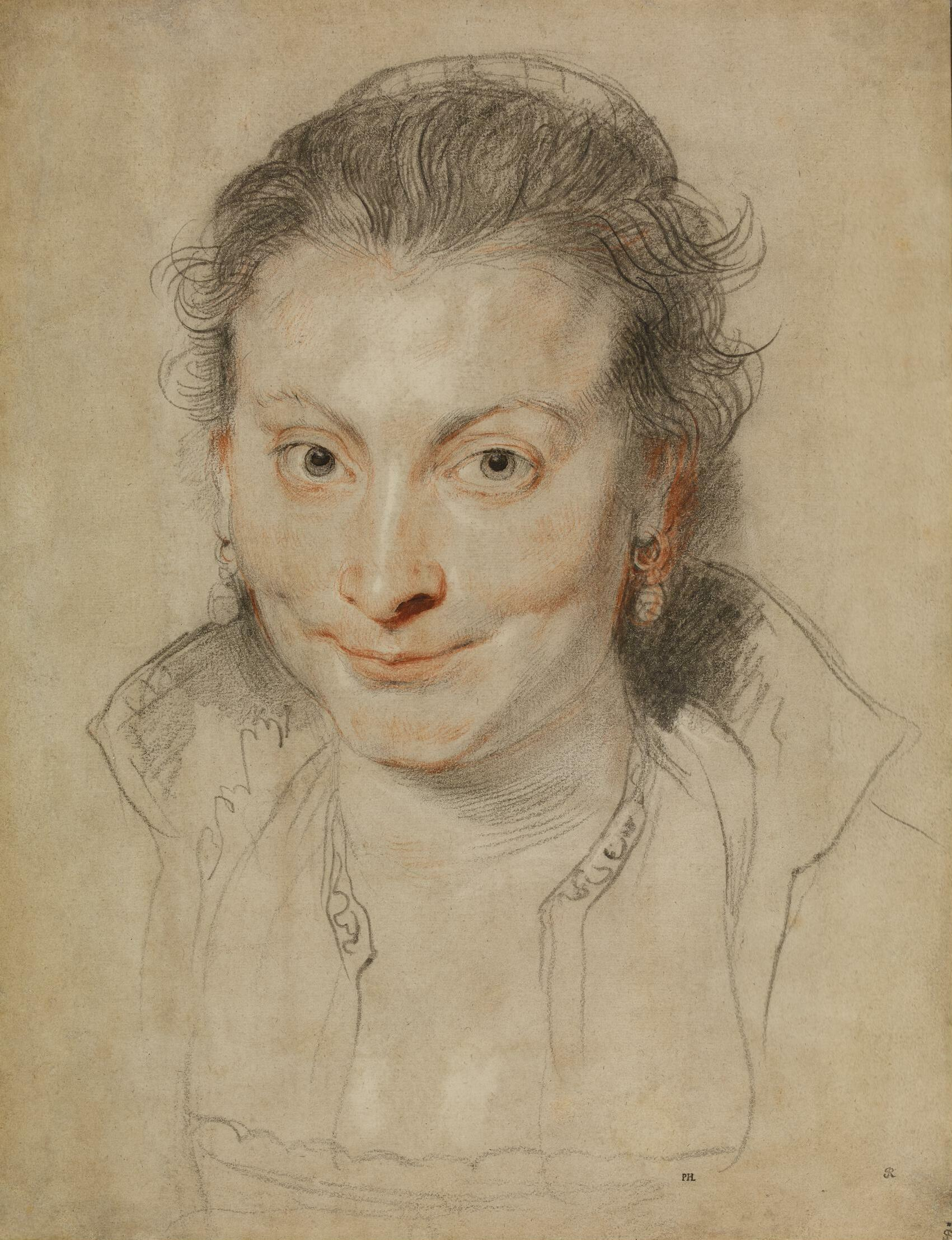
ルーベンスによる素描『イザベラ・ブラントの肖像』1621年頃 大英博物館
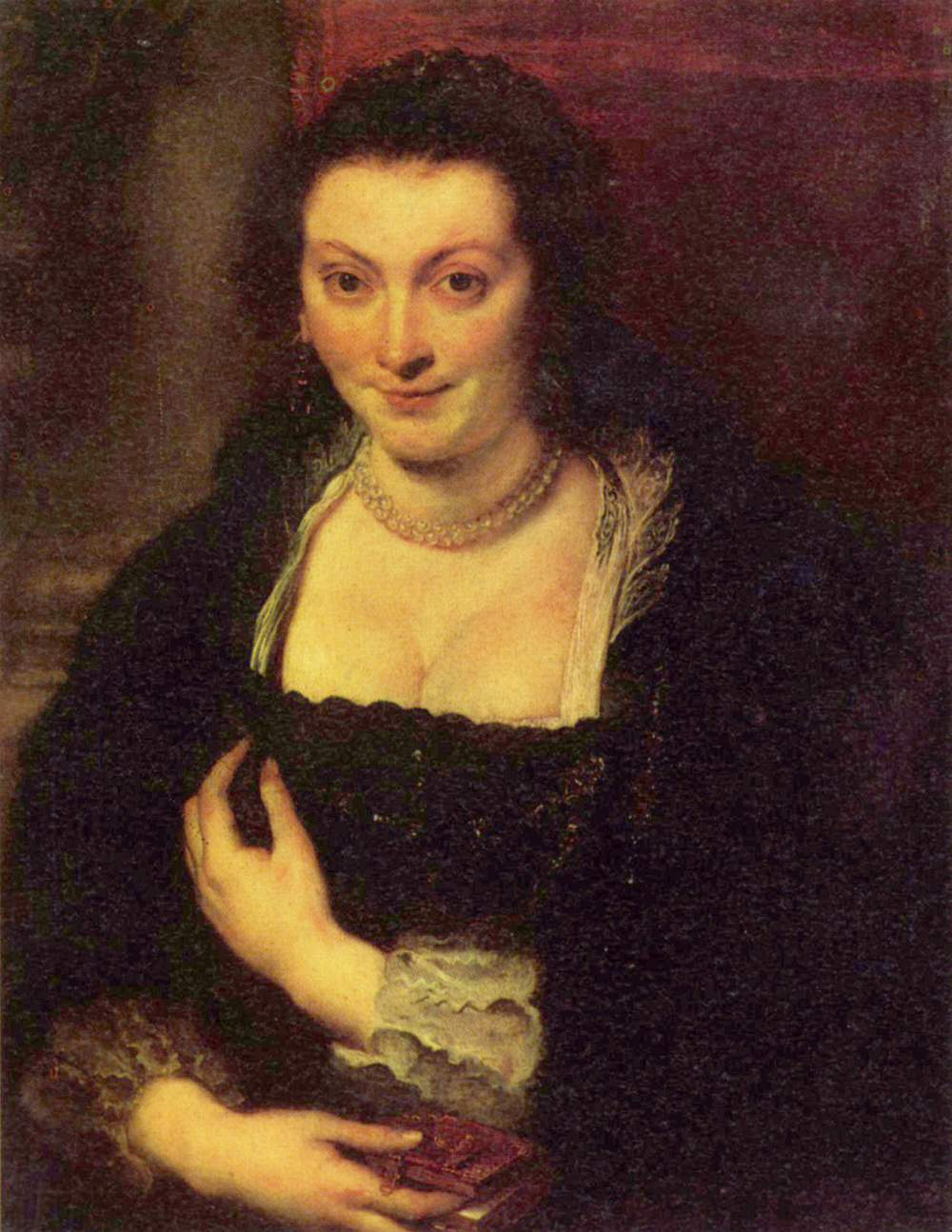
ルーベンス『イザベラ・ブラントの肖像』1625年頃 ウフィツィ美術館所蔵

### 家族

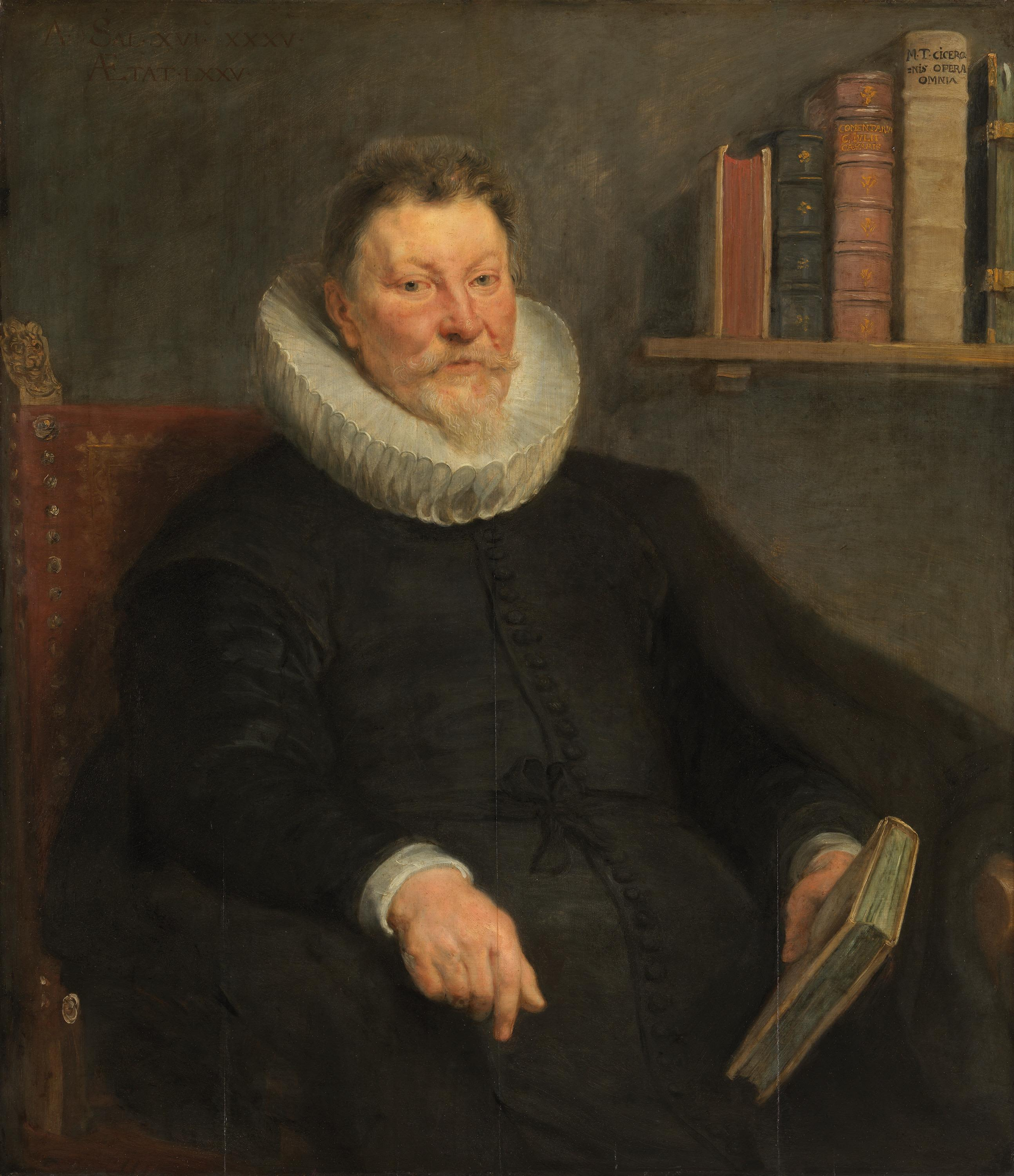
ルーベンス『ヤン・ブラントの肖像』1635年頃 アルテ・ピナコテーク所蔵
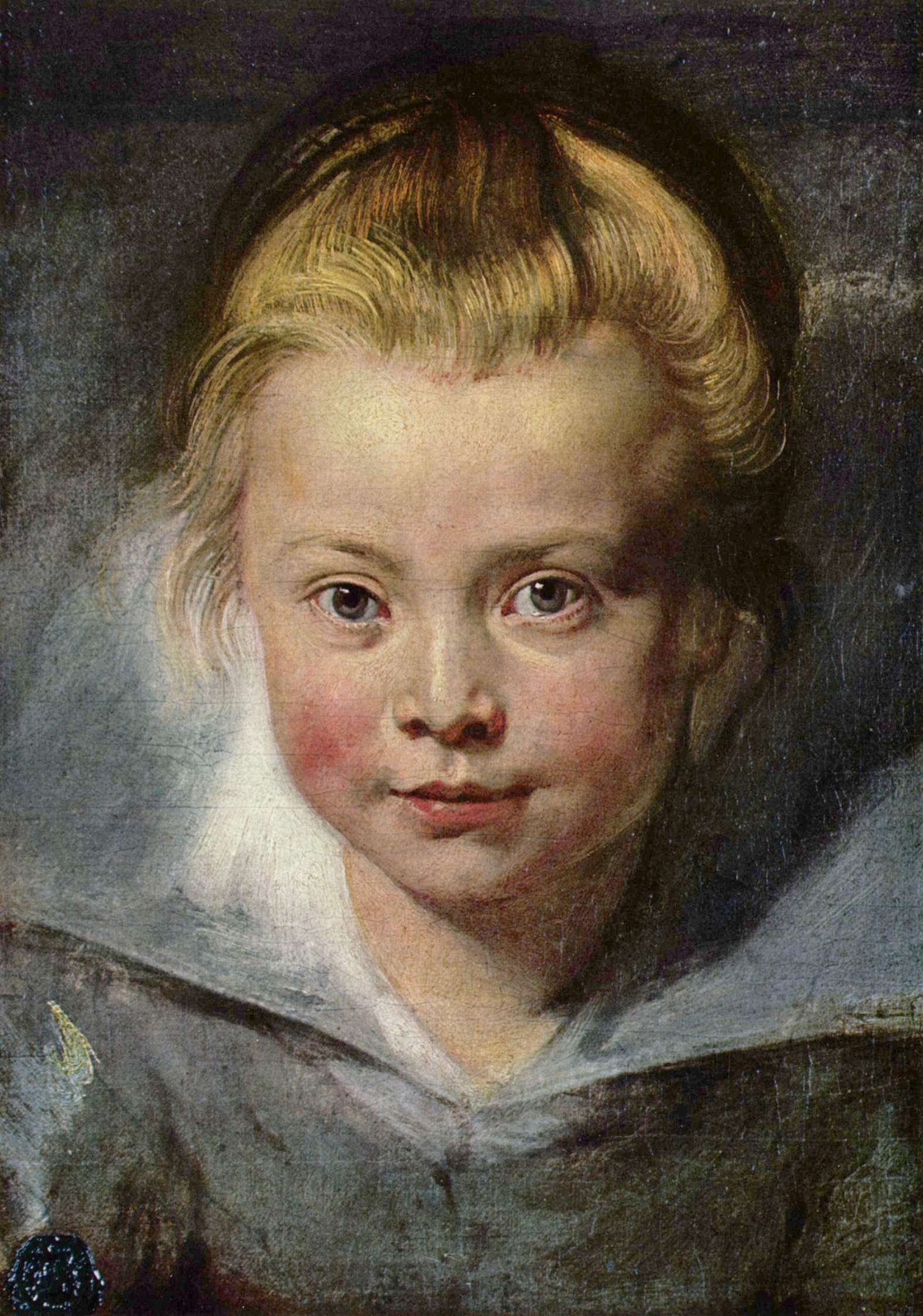
ルーベンス『クララ・セレーナ・ルーベンス』1618年 リヒテンシュタイン美術館所蔵
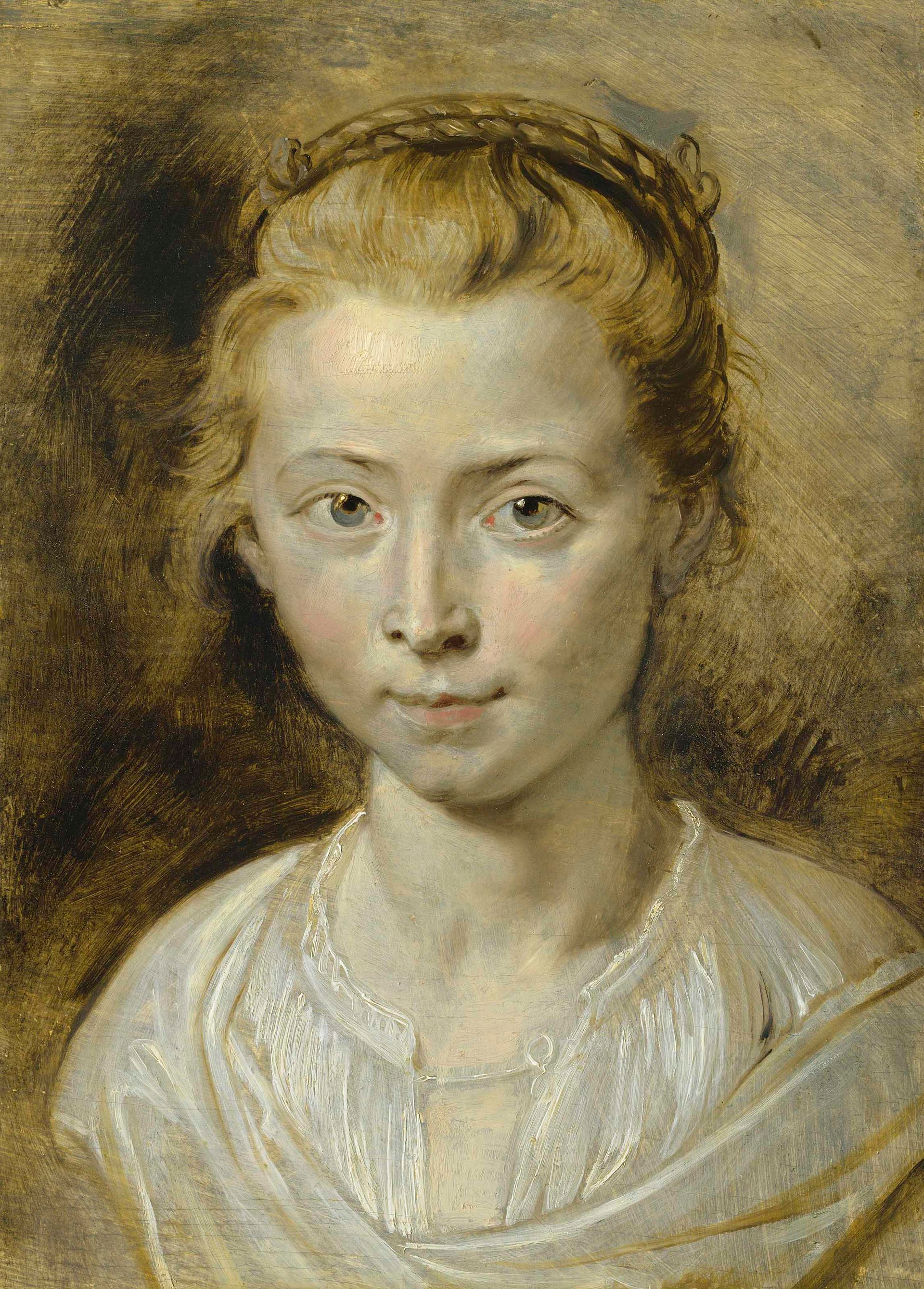
ルーベンス『クララ・セレーナ・ルーベンス』1611年–1623年 ルーベンスハイス所蔵
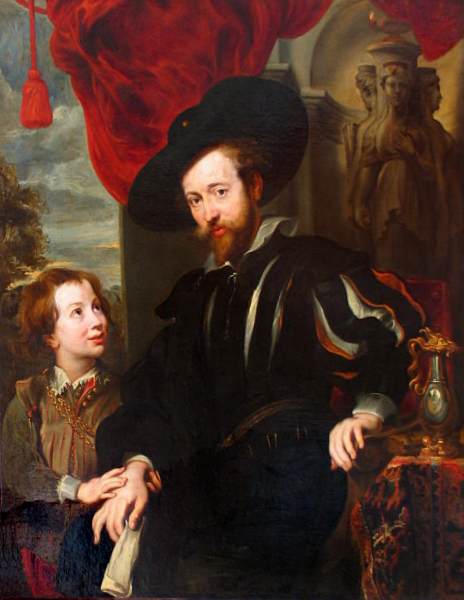
ルーベンスの失われたオリジナルの複製『ルーベンスと息子アルベルト』1610年以降 エルミタージュ美術館所蔵